# Dalmatius
Dalmatius sau Flavius Dalmatius (d. 337/338) a fost caesar (locțiitor de împărat) între anii 335 și 337, până la moartea unchiului său Constantin cel Mare. În anul 337, după moartea lui Constantin, a fost omorât de soldați romani.

## Trăsături istorice
Imperiul Roman a suferit în secolul IV schimbări profunde. Împăratul Constantin, unchiul lui Dalmatius, a fost implicat în lupta de succesiune, care a izbucnit după moartea lui Diocletian și a fost preocupat de consolidarea dinastiei constantine de care aparținea și Dalmatius. În timpul domniei sale, Constantin mută centrul politic de la Roma la Constantinopol situat în estul imperiului, oraș care începe să joace un rol tot mai important. O altă trăsătură esențială a domniei lui Constantin este cristianizarea, cultul vechi religios roman n-a dispărut însă pierde tot mai mult din influență.

## Biografie
Dalmatius este fiul lui Flavius Dalmatius, fratele vitreg a lui Constantin. Trăiește împreună cu fratele său Flavius Hannibalianus și tatăl lui în Tolosa, azi Toulouse, dascălul său fiind Rhetor Exsuperius. La data de 18 septembrie 335 va fi numit de către unchiul său Constantin, caesar în ciuda opoziției conducerii armatei romane. În același an, i se acordă fratelui său Hannibalianus titlul de „Rex regum” (Regele regilor), fiind destinat să devină regele Armeniei. Dalmatius avea sub conducerea sa Tracia, Ahaia și Macedonia, având probabil centrul administrativ în Naissus (Niš din Serbia de azi). Regiunea situată pe cursul inferior al Dunării în Dacia, delimitată de Brazda lui Novac, trebuia să o apere cu sprijinul goților. Această apărare la Dunăre era importantă pentru Constantin care plănuia o expediție militară contra Persiei. Constantin cel Mare moare la 22 mai 337 înainte de a porni expediția militară. După moartea împăratului a urmat o perioadă tulbure cu lupte interne în care rudenii multe de ale împăratului vor fi ucise de soldați. Astfel va muri și Dalmatius cu fratele său, fiind controversat faptul dacă fiii lui Constantin să fie omorâți sau lăsați în viață.